# Каино (Италия)
Каи́но (итал. Caino, ломб. Caì) — коммуна в Италии, в провинции Брешиа области Ломбардия.
Население составляет 1945 человек (2008 г.), плотность населения составляет 95 чел./км². Занимает площадь 17 км². Почтовый индекс — 25070. Телефонный код — 030.
Покровителем коммуны почитается святитель Зенон Веронский, празднование 21 мая.

## Демография
Динамика населения:

## Администрация коммуны
- Официальный сайт: http://www.comune.caino.bs.it/ Архивная копия от 27 июля 2009 на Wayback Machine